# Zephyr-Gletscher
Der Zephyr-Gletscher ist ein rund 13 km langer Gletscher an der Rymill-Küste des Palmerlands auf der Antarktischen Halbinsel. Er von der Südwestseite des Mount Edgell in westlicher Richtung zum George-VI-Sund, den er südlich des Kap Jeremy erreicht.
Wissenschaftler des Falkland Islands Dependencies Survey nahmen 1948, diejenigen des British Antarctic Survey zwischen 1971 und 1972 Vermessungen vor. Luftaufnahmen entstanden 1966 durch die United States Navy. Das UK Antarctic Place-Names Committee benannte ihn 1977 nach der Windgottheit Zephyr aus der griechischen Mythologie.